# Jeseter sibiřský
Jeseter sibiřský (Acipenser baerii) je ryba z čeledi jeseterovití (Acipenseridae). Pohlavně dospívá ve stáří 11 až 17 let. Vytírá se na tvrdém, štěrkovitém nebo kamenitém dně. V teplé vodě rychle roste.

## Výskyt
Žije v řekách tekoucích do Severního ledového oceánu, především v Obu, Jeniseji, Lena a dalších. Příležitostně se vyskytuje také v brakických vodách.

## Popis
Tělo má robustní, válcovité a protáhlé. V ocasní části se výrazně zužuje. Hřbetní štítky jsou poměrně velké, mírně zašpičatělé, boční štítky má menší. Hlava je krátká a robustní, rypec nebývá příliš dlouhý, za to je však široký a v přední části zakulacený. Ústa jsou velká, příčně postavená. Vousky má dlouhé, dosahují až k ústům (někdy je mírně přesahují). Spodní ret má masivní. Oko je velké, výrazné. Hřbetní ploutev je krátká, prsní ploutve výrazně vyvinuté a mohutné. Ocasní ploutev bývá značně protáhlá. Zbarvení není příliš výrazné. Hřbet bývá tmavý s mírným namodralým, někdy až nazelenalým nádechem. Boky jsou světlejší. Břicho má bílou, někdy až nažloutlou barvu. Dorůstá maximální délky 200 až 250 cm a hmotnosti 100 až 200 kg. Běžně se loví jedinci o hmotnosti 20 až 60 kg.

## Ohrožení
Dle Mezinárodního svazu ochrany přírody je jeseter sibiřský kriticky ohrožený druh. Jeho populace především kvůli rybaření a ilegálnímu lovu, na řece Ob jesetery ohrožují také přehrady. V řekách Ob, Jenisej a jezeru Bajkal je komerční lov tohoto druhu zakázán.
Je uměle reprodukován a získané potomstvo je odchováváno až do tržní hmotnosti 3 až 5 kg. Mladší jedinci se také často vysazují do volných vod, především do uzavřených nádrží. Zde slouží ke sportovnímu rybolovu. K nám by dovezen v roce 1982.